# Art Agnos

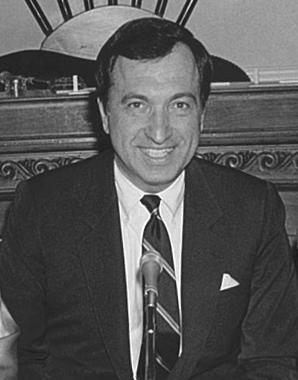
Art Agnos

Arthur Christ „Art“ Agnos (Geburtsname: Arthouros Agnos; * 1. September 1938 in Springfield, Massachusetts) ist ein ehemaliger US-amerikanischer Politiker der Demokratischen Partei, der unter anderem zwischen 1988 und 1992 Bürgermeister von San Francisco war.

## Leben
Arthur Christ „Art“ Agnos, Sohn der aus Griechenland stammenden Eheleute Chris Agnos und Mary Agnos, ist Angehöriger der Griechisch-orthodoxen Kirche und absolvierte nach dem Schulbesuch zunächst ein grundständiges Studium am Bates College in Lewiston, das er mit einem Bachelor of Arts (B.A.) beendete. Ein postgraduales Studium im Fach Soziale Arbeit an der Florida State University (FSU) schloss er mit einem Master of Arts (M.A.) ab und war nach seinem Umzug nach Kalifornien 1966 Mitarbeiter der Wohnungsbaubehörde von San Francisco (San Francisco Housing Authority). Am 13. Dezember 1973 wurde er durch zwei Schüsse der Death Angels schwer verletzt, einer Gruppe militanter Angehöriger der Black Muslims.
1976 wurde Agnos für die Demokratische Partei erstmals zum Mitglied der Staatsversammlung von Kalifornien (California State Assembly) gewählt und gehörte dieser bis 1988 an. Bei seiner ersten Wahl 1976 konnte er sich bei der Nominierung gegen Harvey Milk durchsetzen, der ebenfalls Mitglied der Demokratischen Partei sowie Bürgerrechtler der Schwulen- und Lesbenbewegung war. Am 8. Januar 1988 wurde er als Nachfolger seiner Parteifreundin Dianne Feinstein Bürgermeister von San Francisco und bekleidete dieses Amt bis zu seiner Ablösung durch den ebenfalls den Demokraten angehörenden Frank Jordan am 8. Januar 1992. 1988 war er zudem Delegierter Kaliforniens bei der Democratic National Convention, dem Parteitag der Demokratischen Partei zur Nominierung des Präsidentschafts- und Vizepräsidentschaftskandidaten. Nach der Beschädigung des Embarcadero Freeways durch das Loma-Prieta-Erdbeben am 17. Oktober 1989 plante das Verkehrsministerium des Bundesstaates, des California Department of Transportation daher, den zweigeschossigen Freeway zu reparieren und zu erhalten. Doch Agnos konnte sich, nachdem er die Finanzierung sichergestellt hatte, mit seiner Idee durchsetzen, den Freeway durch einen Boulevard zu ersetzen. Agnos plante zudem eine Unterführung am Ferry Building und einen großen, offenen Platz vor dem Gebäude. Nach Beendigung seiner Amtszeit als Bürgermeister fungierte er zwischen 1993 und seiner Ablösung durch Richard Rainey 2001 als Regionaladministrator des US-Ministeriums für Wohnungsbau und Stadtentwicklung (US Department of Housing and Urban Development ) in der Region 9.
Aus seiner 1975 geschlossenen Ehe mit Cheryl Hankins gingen zwei Kinder hervor. Seine Schwester Irene Agnos war zeitweise Vizekanzlerin der University of California, San Francisco (UCSF).

## Trivia
In der Filmbiografie Milk aus dem Jahr 2008 von Gus Van Sant über das Leben von Harvey Milk mit Sean Penn in der Titelrolle, wird Art Agnos von Jeff Koons dargestellt.